# Armstrong Siddeley Mongoose

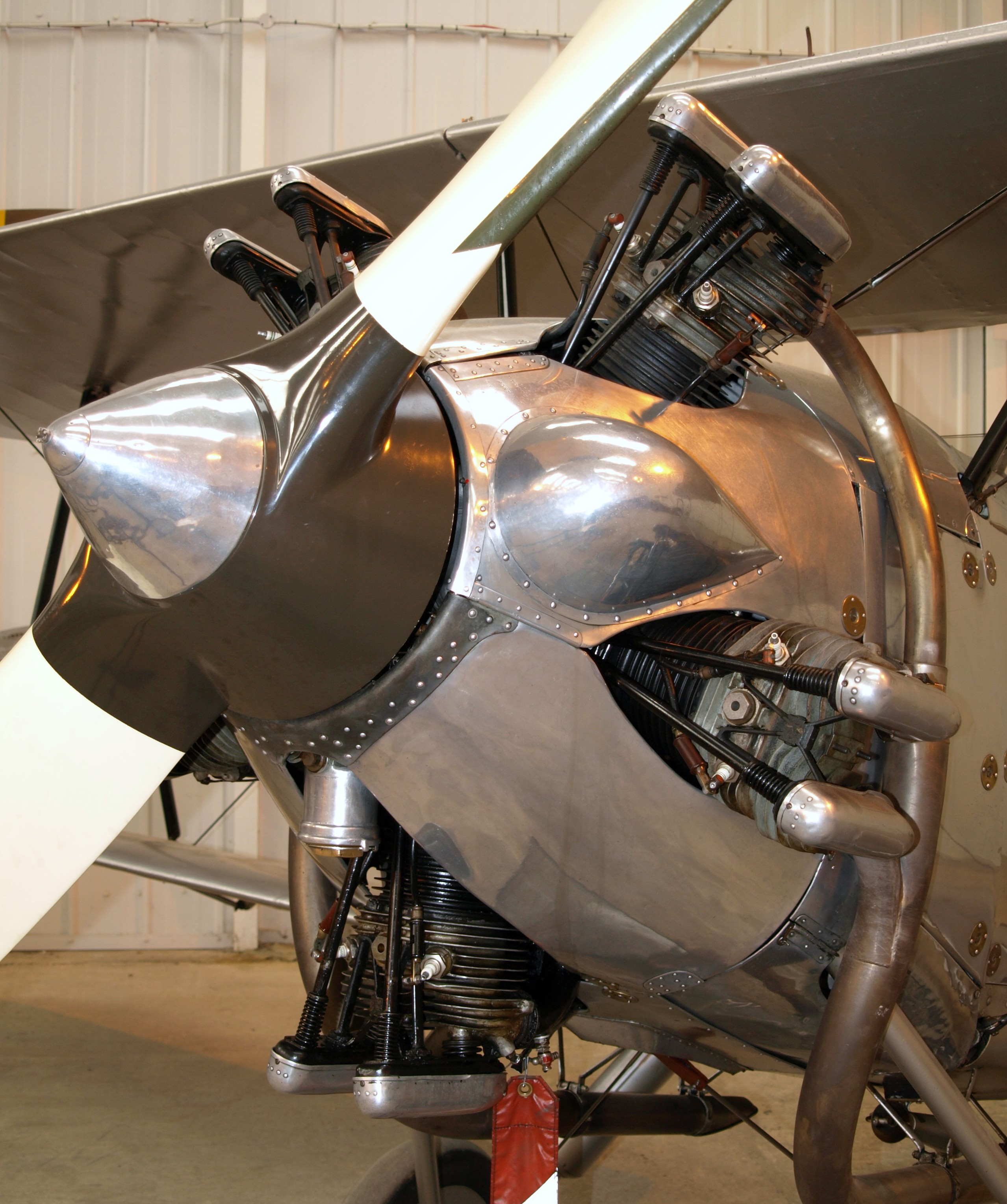
Armstrong Siddeley Mongoose in einer Hawker Tomtit der Shuttleworth Collection.

Der Armstrong Siddeley Mongoose ist ein Flugmotor, den der britische Hersteller Armstrong Siddeley ab 1926 baute. Der 5-Zylinder-Sternmotor hat einen Hubraum von 8849 cm³ und leistet maximal 155 bhp (115 kW). Unter anderem wurde der Motor im Schulflugzeug Hawker Tomtit und im Wasserflugzeug Parnall Peto eingesetzt.

## Konstruktion und Entwicklung
Der Mongoose ist ein einreihiger, luftgekühlter 5-Zylinder-Sternmotor. Der Motor hat doppelte, vorne montierte Zündmagneten und obenliegende Ventile mit gekapseltem Ventiltrieb. Seine Zylinder entsprechen denen des älteren Modells Jaguar. Ein bemerkenswertes Details des Mongoose ist die vertikale Position des unteren Zylinders, eine Konstruktion, von der man annahm, dass die Zündkerzen durch Tropföl beschädigt würden.
Der Mongoose wurde in verschiedenen Varianten gebaut. Seine Leistung variiert von 135 bhp (100 kW) bis 155 bhp (115 kW).

## Varianten
Mongoose I
1926, 135 bhp (100 kW).
Mongoose II
1930, 155 bhp (115 kW).
Mongoose III
1929.
Mongoose IIIA
1929, nur für Zivilflugzeuge.
Mongoose IIIC
1929, Militärversion des Mongoose IIIA.

## Flugzeuge mit Armstrong Siddeley Mongoose

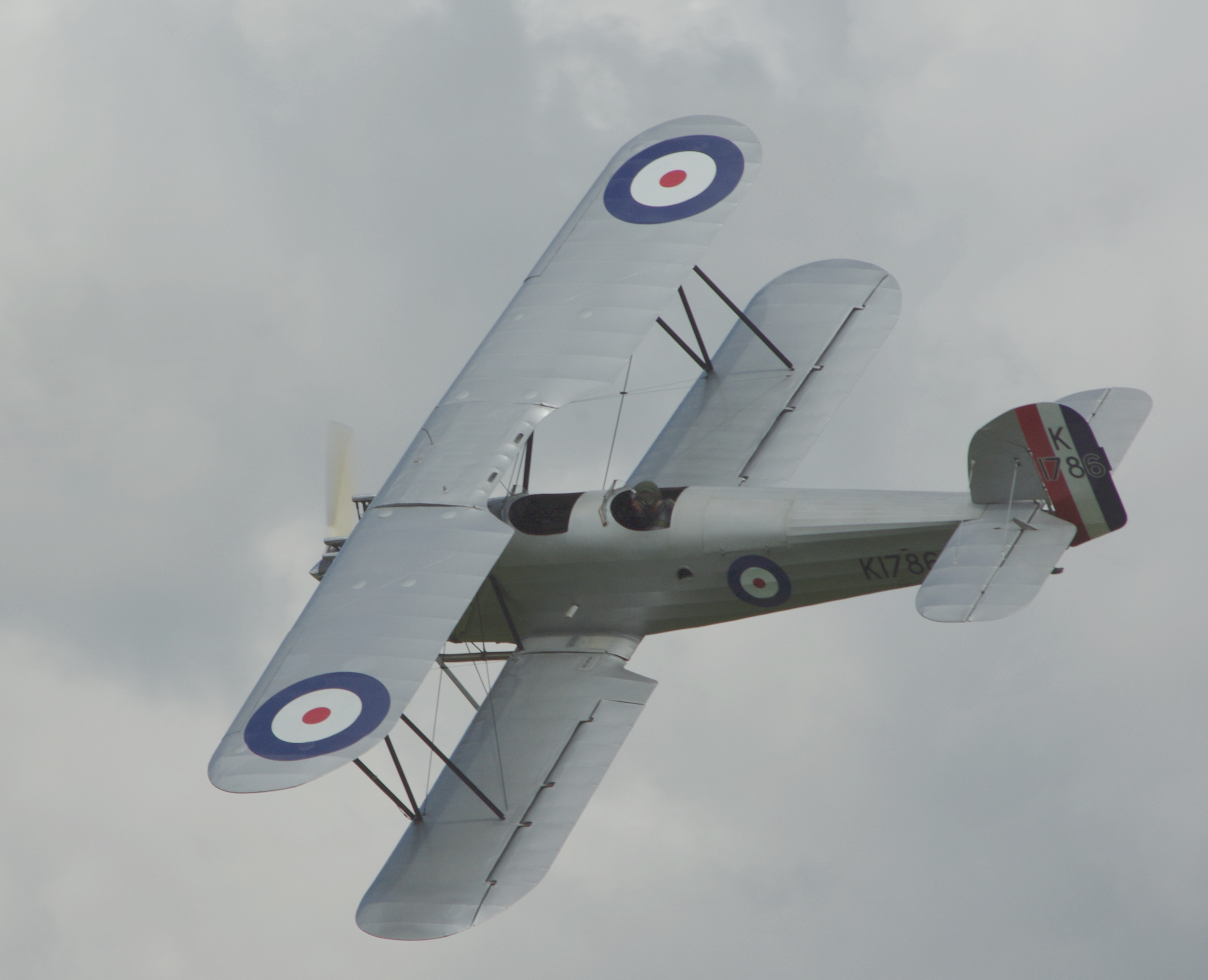
Hawker Tomtit mit Mongoose-Motor

- ANBO-III (zweite serie, 1931)
- Avro 504N
- Avro 504R
- Avro Tutor
- Avro Typ 621 Schulflugzeug
- Handley Page Hamlet
- Handley Page Gugnunc
- Hawker Tomtit
- Parnall Peto

## Überlebende Motoren
Ein Armstrong Siddeley Mongoose IIIC treibt die einzige, noch flugtaugliche Hawker Tomtit,
K1786/G-AFTA, der Shuttleworth Collection an. Dieses Flugzeug wird in den Sommermonaten regelmäßig geflogen.

## Daten (Mongoose I)

### Allgemein
- Einreihiger 5-Zylinder-Sternmotor, luftgekühlt
- Bohrung: 127 mm
- Hub: 139,7 mm
- Hubraum: 8849 cm³
- Länge: 930 mm
- Durchmesser: 1158 mm
- Gewicht: 154 kg

### Komponenten
- Ventiltrieb: Zwei obenliegende Ventile pro Zylinder
- Gemischaufbereitung: Vergaser
- Brennstoff: Benzin, 77 Oktan
- Kühlung: Luft
- Reduktionsgetriebe: nein

### Leistung
- Leistung: 138 bhp (103 kW) bei 1750/min. in 0 m Höhe
- Literleistung: 11,64 kW/l
- Kompression: 5:1
- Leistungsgewicht: 1,495 kg/kW[4]